# Фрідріх Людвіг Польман
Фрідріх Людвіг По́льман (нар. 1805 — пом. 16 серпня 1870, Львів) — німецький, польський та український театральний художник німецького походження.

## Біографія
Народився у 1805 році. Художню освіту здобув у Берліні. Потім навчався у Бельгії, Голландії та Франції. Протягом 1842—1870 років працював декоратором німецьких і польських труп у львівському театрі С. Скрабка.
Помер у Львові 16 серпня 1870 року.

## Оформленя вистав
В українському Театрі товариства «Руська бесіда» оформив вистави:
- «Маруся» за Григорієм Квіткою-Основ'яненком (1864);
- «Назар Стодоля» Тараса Шевченка (1865);
- «Роксолана» Гната Якимовича (1865);
- «Німецькі бурші» Франца фон Зуппе (1866).